# Liste der denkmalgeschützten Objekte in Wenigzell
Die Liste der denkmalgeschützten Objekte in Wenigzell enthält die 4 denkmalgeschützten, unbeweglichen Objekte der Gemeinde Wenigzell.

## Denkmäler
| Foto |                 | Denkmal                                                                                                 | Standort                                        | Beschreibung | Metadaten |
| ---- | --------------- | --- | ----------------------------------------------- | --- | --- |
| ja   | Datei hochladen | Kath. Pfarrkirche hl. Margaretha und Kirchhofmauer mit Nischenkapellen HERIS-ID: 70584 Objekt-ID: 83705 | Pittermann Standort KG: Pittermannviertl        | Im Jahr 1209 wurde eine Kapelle erstmals urkundlich erwähnt. Wegen zahlreicher Wallfahrten erfolgte von 1730 bis 1735 ein Vergrößerungsbau. Im April 1945 wurde die Kirche schwer beschädigt. 1946 erfolgte die Wiederherstellung der Mauern, in den darauf folgenden Jahren eine Neuausstattung in Anlehnung an den Barockstil. Die Kirche ist ein über kreuzförmigem Grundriss errichteter Bau mit einem quadratischen Westturm. Die vier Initienkapellen sowie die Kreuzkapelle an der Kirchhofmauer stammen aus der 1. Hälfte des 18. Jahrhunderts. | BDA-Hist.: Q38125472 Status: § 2a Stand der BDA-Liste: 2025-06-30 Name: Kath. Pfarrkirche hl. Margaretha und Kirchhofmauer mit Nischenkapellen GstNr.: .32, 349 Pfarrkirche hl. Margaretha, Wenigzell |
| ja   | Datei hochladen | Pfarrhof, Wirtschaftsgebäude HERIS-ID: 70599 Objekt-ID: 83720                                           | Pittermann 1 Standort KG: Pittermannviertl      | Der Pfarrhof ist außen an der Giebelseite mit 1586 datiert. Er wurde 1947 restauriert, vermutlich aufgrund der kriegsbedingten Schäden im April 1945. Das Portal ist alt, Oberlichtgitter und Wappenkartusche wurden erneuert. | BDA-Hist.: Q38125483 Status: § 2a Stand der BDA-Liste: 2025-06-30 Name: Pfarrhof, Wirtschaftsgebäude GstNr.: 367 Pfarrhof Wenigzell                                                                   |
| ja   | Datei hochladen | Heimatmuseum, Heimathaus HERIS-ID: 70601 Objekt-ID: 83722                                               | bei Pittermann 53 Standort KG: Pittermannviertl | | BDA-Hist.: Q38125494 Status: § 2a Stand der BDA-Liste: 2025-06-30 Name: Heimatmuseum, Heimathaus GstNr.: .34 Heimathaus Wenigzell                                                                     |
| ja   | Datei hochladen | Mesnerhaus mit Kreuzkapelle HERIS-ID: 82178 Objekt-ID: 95991                                            | Standort KG: Pittermannviertl                   | | BDA-Hist.: Q38177785 Status: § 2a Stand der BDA-Liste: 2025-06-30 Name: Mesnerhaus mit Kreuzkapelle GstNr.: .69                                                                                       |